# 11930 Осаму
11930 Осаму (англ. 11930 Osamu) — астероїд головного поясу, відкритий 15 лютого 1993 року.
Тіссеранів параметр щодо Юпітера — 3,387.
Названо на честь Осаму (яп. おさむ(修) осаму)